# Miroslav Milošević (Fußballspieler, 1986)
Miroslav Milošević (* 28. März 1986 in Wien) ist ein österreichisch-serbischer Fußballspieler.

## Karriere
Milošević begann seine Karriere bei Slavija. Über den SC Süßenbrunn und den Post SV Wien kam er 2002 zum FC Mariahilf. 2007 wechselte er zum First Vienna FC, für den er im Oktober 2007 in der Regionalliga debütierte. Mit der Vienna konnte er 2009 in den Profifußball aufsteigen und so gab er im Juli 2009 in der zweiten Liga sein Profidebüt, als er im ersten Saisonspiel gegen den FC Gratkorn in der Startelf stand. Im Sommer 2010 wechselte er zum Regionalligisten SC-ESV Parndorf 1919, mit dem er in der Aufstiegsrelegation ausgerechnet am First Vienna FC scheiterte. Dort spielte zu diesem Zeitpunkt auch der sechs Monate ältere Miroslav Milošević – ein Namensvetter, mit dem er jedoch in keinem näheren Verwandtschaftsverhältnis steht. 2011 wechselte er zum SV Horn, mit dem ihm 2011/12 der Aufstieg in den Profifußball gelang. Im Sommer 2013 schloss er sich dem Bundesligisten FC Wacker Innsbruck an. Sein Bundesligadebüt gab Milošević am ersten Spieltag der Saison 2013/14, wo er im Spiel gegen den SK Sturm Graz in der Startelf stand. Er riss sich jedoch kurz vor der Halbzeitpause das Innenband des Knies und fiel mehrere Wochen aus. Nachdem Wacker in die Erste Liga abgestiegen war, verließ er den Klub im Sommer 2014 und schloss sich dem Regionalligisten SC Ritzing an. Im Sommer 2015 kehrte er zum inzwischen ebenfalls wieder in der Regionalliga spielenden SV Horn zurück, mit dem er zu Saisonende wieder in die Zweitklassigkeit aufsteigen konnte.
Nach einer Saison musste er mit Horn wieder aus der zweiten Liga absteigen. 2018 konnte man aber direkt wieder in die 2. Liga aufsteigen. Zur Saison 2019/20 wechselte er zum viertklassigen ASKÖ Oedt. Für Oedt kam er zu 15 Einsätzen in der OÖ Liga. Zur Saison 2020/21 schloss er sich dem Regionalligisten SV Leobendorf an. Für Leobendorf absolvierte er in zwei Jahren 31 Regionalligaspiele und erzielte 17 Tore. Zur Saison 2022/23 wechselte Milošević zum Ligakonkurrenten Wiener Sport-Club.